# PalaGalermo
Il PalaGalermo è un palazzetto del basket di Catania. Si trova nel quartiere Trappeto, presso via Galermo (dal quale prende il nome), ed è stato costruito in occasione delle Universiadi.
Al suo interno vi sono 500 posti a sedere, nell'unica tribuna. È stato il campo della Palmares Catania, società di pallacanestro femminile di Serie A2, e della Virtus Catania Basket, che ha militato in Serie B di basket maschile. È chiuso dal 2015 a causa dei vandalismi che lo hanno reso inservibile.

## Storia
Costruito nel 1997 dal Comune di Catania, che ne è proprietario. In passato ha ospitato i campionati internazionali PGS che si sono svolti a Catania nel 2002 e le partite di pallavolo dei Mondiali Militari 2003. Ne era stata proposta l'intitolazione a Luciano Abramo.
È stato sede delle partite casalinghe di alcune delle principali società di pallacanestro di Catania: la Virtus, la Grifone e la Rainbow, oltre che delle giovanili e di molte altre società locali; si è disputata anche la Serie A2 femminile fino al 2004.
Nel 2015, una serie di raid vandalici hanno distrutto l'impianto elettrico e in seguito l'intera struttura è stata danneggiata da altri vandalismi. Nell'ottobre 2016, un bando di esternalizzazione del Comune ne ha decretato l'assegnazione decennale all'A.S.D. Blue Angels.